# Rue Pasteur (Dole)
Pour l’article homonyme, voir Rue Pasteur.
La rue Pasteur est une rue pittoresque du centre historique de Dole dans le département du Jura.

## Situation et accès
Elle débute Grande-Rue et se termine rue de la Bière et quai Pasteur.

## Origine du nom
La rue porte le nom de Louis Pasteur scientifique français, chimiste et physicien inventeur de la vaccination contre la rage et les maladies charbonneuses qui est né dans cette rue.

## Historique
D'abord appelée rue des Chevannes, car elle fut un centre d'activité liée au chanvre, elle devint vers 1800 la rue des Tanneurs car elle était principalement habitée par des artisans tanneurs, venus s'installer en raison de la proximité de l'eau.
Vers 1800, Jean Joseph Pasteur et son épouse Jeanne Étiennette Roqui s'installent dans cette rue dans l'actuel no 43. À cette époque, la rue était parcourue de troupeaux qui étaient amenés soit à un petit abreuvoir donnant sur le canal, soit à l'abattoir tout proche. Le quartier était alors humide et nauséabond en raison de la présence de nombreuses tanneries.
Louis Pasteur naît dans cette rue, alors appelée rue des Tanneurs, le 27 décembre 1822, dont la famille partage les appartements avec l'ancien propriétaire et le ménage de l'ouvrier-tanneur qui était déjà employé par son prédécesseur.

## Bâtiments remarquables et lieux de mémoire
- n° 5 : Ancien temple de la loge maçonnique Le Val d'Amour[2]
- nos 18-20 et no 21 rue Granvelle : Hôtel de Champagney dit Palais Granvelle[3].
- no 27 : Maison des Orphelins
- no 43 : Maison natale de Louis Pasteur devenu un musée.
- Angle rue Pasteur-rue du Prélot : Grande Fontaine dite Fontaine aux Lépreux, mentionnée dès 1274.

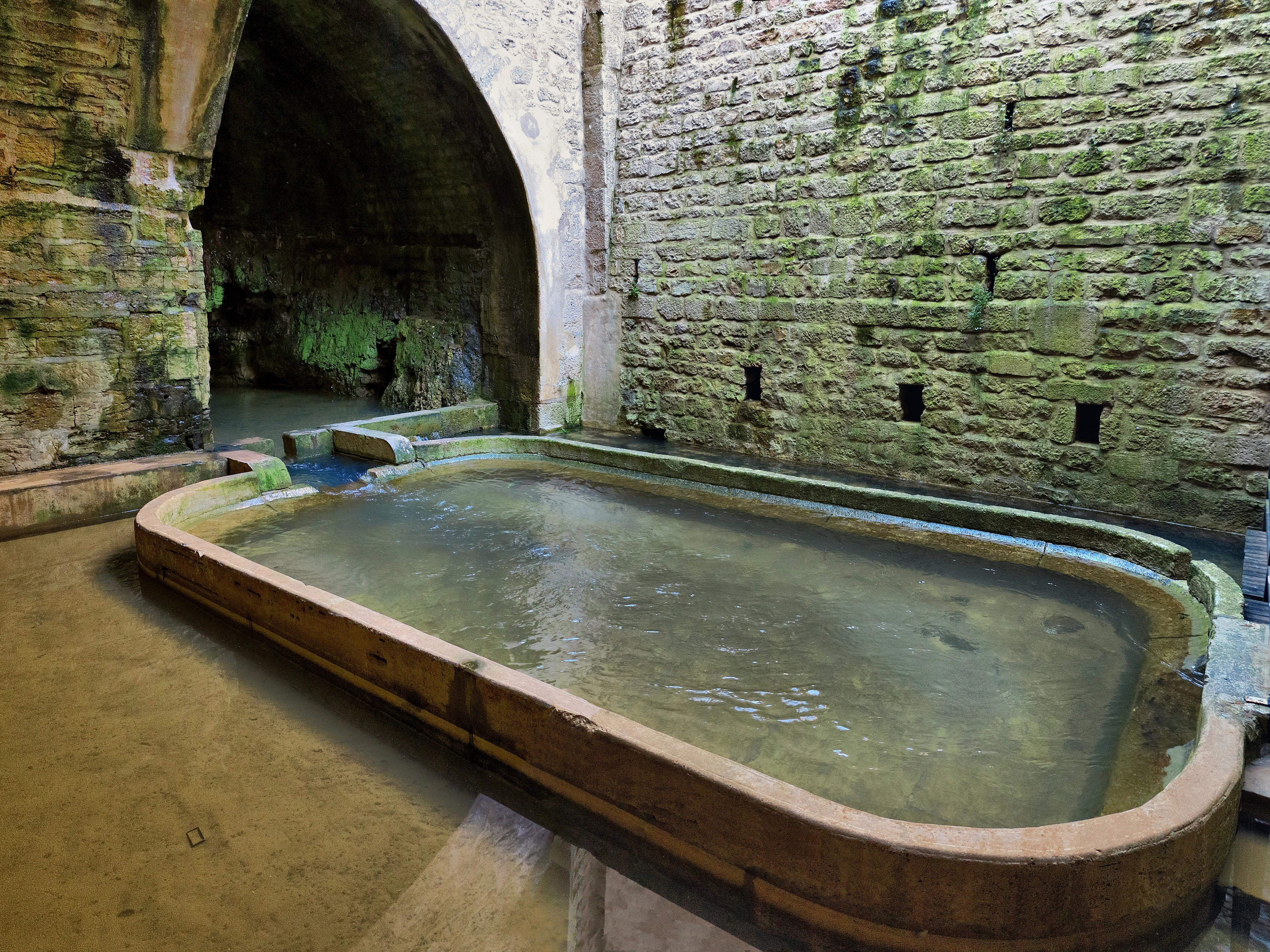
Grande Fontaine dite Fontaine aux Lépreux
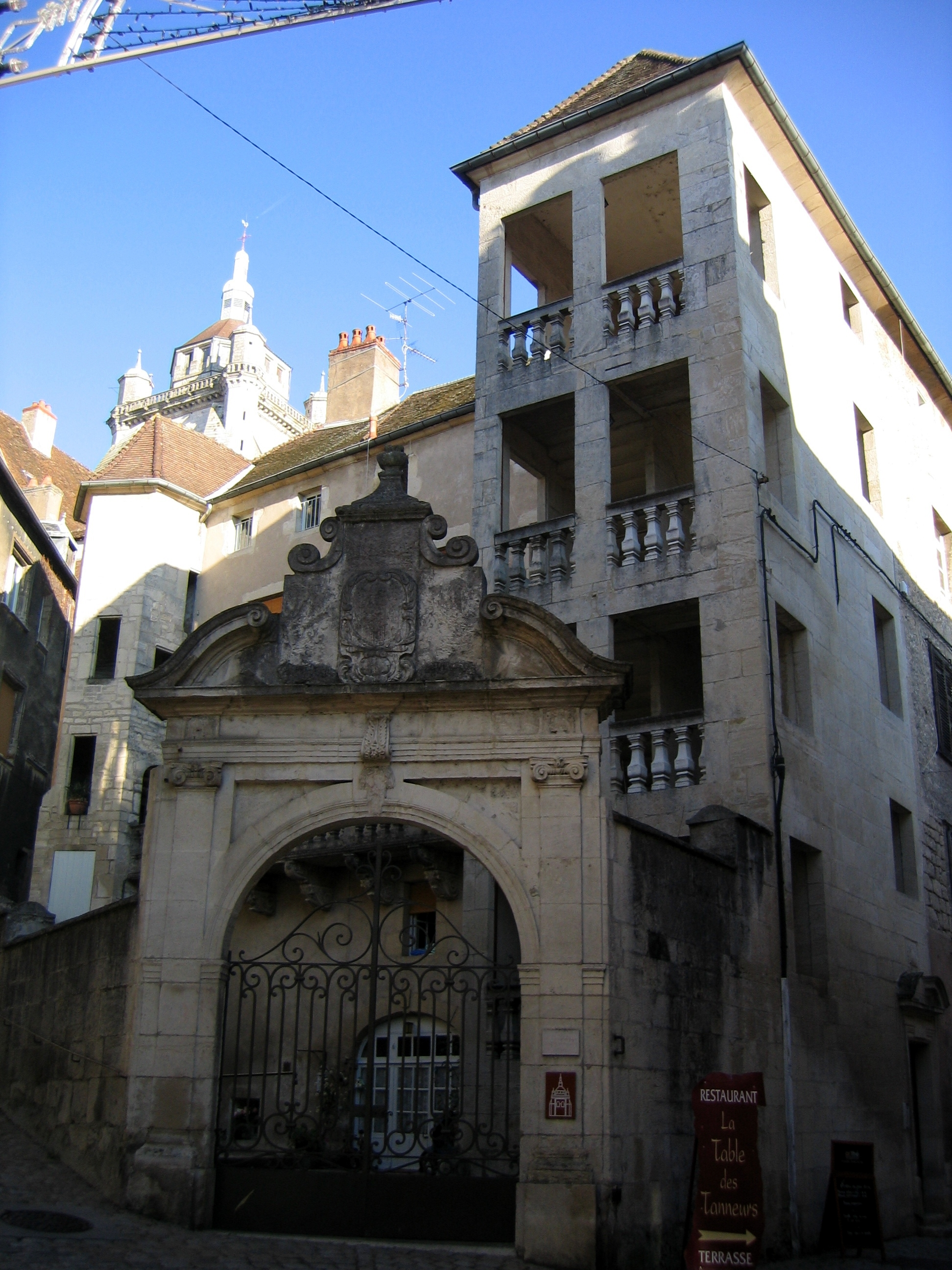
Hôtel de Champagney, dit Palais Granvelle
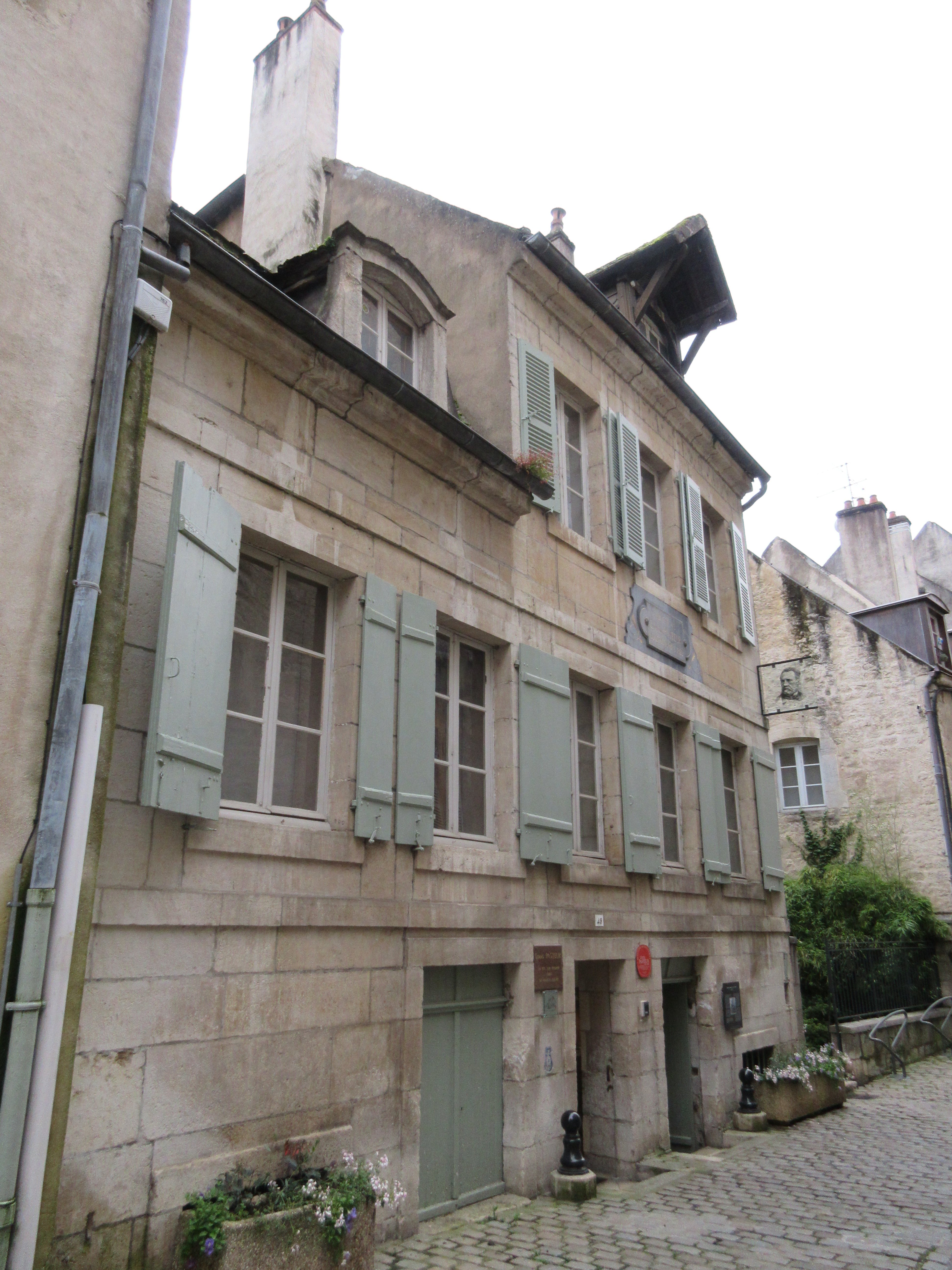
Maison natale de Louis Pasteur